# Rakovicius coreanus
Rakovicius coreanus är en skalbaggsart som beskrevs av Kim 1980. Rakovicius coreanus ingår i släktet Rakovicius och familjen Aphodiidae. Inga underarter finns listade i Catalogue of Life.